# 小川蔵次郎

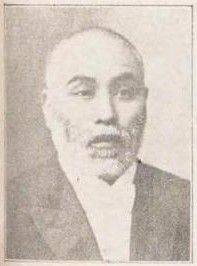
小川蔵次郎

小川 蔵次郎（藏次郎、おがわ くらじろう、1853年6月17日（慶應元年8月5日）- 1936年（昭和11年）11月25日）は、明治後期から昭和初期の漁業指導者、実業家、政治家。衆議院議員、島根県島根郡野波村長。

## 経歴
出雲国島根郡、のちの島根県島根郡野波村（八束郡野波村、島根村、島根町を経て現松江市島根町野波）で、小川仙四郎の二男として生まれる。漢学を修めた。1896年（明治29年）7月、家督を相続した。
1889年（明治22年）野波村長に就任。また八束郡会議員、同議長を務めた。1906年（明治39年）島根県会議員に選出され2期在任し、参事会員も務めて1912年（明治45年）に退任した。
1912年5月、第11回衆議院議員総選挙（島根県郡部、立憲政友会）で初当選し、1917年（大正6年）4月の第13回総選挙（島根県郡部、立憲政友会）でも再選され、衆議院議員に通算2期在任した。
実業界では、水産同業組合頭取、八束郡外海水産組合長、島根県水産組合連合会副組長、島根県水産会長、山陽新聞社常務取締役、島根水産取締役などを務めた。
晩年は、松江枕木山に海蔵庵を設けて余生を過ごした。